# Nadia Labrie
Nadia Labrie est une flutiste canadienne qui est connue comme une des membres du duo Similia avec sa sœur jumelle Annie. 

## Formation
À l'âge de 8 ans, Nadia se passionne déjà pour la flûte traversière. Sa sœur ainée Pascale Labrie, qui étudie déjà au Conservatoire, lui montre alors les bases de l'instrument. Admise à 9 ans au Conservatoire de musique du Québec à Rimouski, Nadia commence alors ses études musicales au "mi-temps" école-musique. Lucie Bouchard lui enseigne la première année et ensuite Richard Lapointe prend le relais jusqu'en 1998, année à laquelle Nadia obtient le Prix avec grande distinction à l'unanimité du jury des Conservatoire de musique du Québec. Ensuite, elle poursuit ses études avec Lise Daoust, obtenant une maîtrise en interprétation à l'Université de Montréal en 2001. Entretemps, elle fait des stages de perfectionnement à Bazas en France avec Benoit Fromanger et Maxence Larrieu, au Domaine Forget, au Centre d'arts Orford avec Robert Langevin et au Lake Placid Institute avec Julius Baker et Jeff Khaner. Nadia a également participé à des classes de maîtres avec Thimothy Hutchins et Emmanuel Pahud. En 2001, elle se perfectionne pendant plusieurs mois, auprès de Patrick Gallois. Ayant développé un vif intérêt au cours des dernières années pour les flûtes anciennes (flûte baroque et flûte classique), Nadia poursuit aujourd'hui sa formation auprès de la renommée flûtiste Claire Guimond.

## Carrière
Dès l'âge de 11 ans, Nadia donne ses premières prestations musicales régulières en musique d'ambiance avec sa sœur jumelle Annie à la guitare au Bistro l'Anse aux coques et ensuite à l'Hôtel Rimouski, expérience très formatrice. Ensuite, de façon très régulière, elle donne des concerts aux "Lundi du Conservatoire" afin de jouer le répertoire à l'étude année après année. En 1994, elle est membre du Quatuor Syrinx avec trois autres flûtistes, dont Annie Laflamme, Pascale Labrie et Geneviève Landry.  
En 1995, Nadia est la plus jeune candidate à remporter le premier concours de soliste de l'Orchestre symphonique de l'Estuaire. Elle obtient également cette année-là, la deuxième place aux finales nationales du Concours de musique du Canada. En 1998, elle est sélectionnée parmi des centaines de flûtistes de partout dans le monde afin de faire partie de l'Orchestre mondial des Jeunesses Musicales comme première flûte et ce, pendant deux années consécutives. Elle a donc fait des tournées avec cet orchestre en Amérique, en Europe et en Asie, avec des solistes de renom dont Anne-Sophie Mutter et James Ehnes, sous la direction de grands chefs d'orchestre tels que Kurt Masur, Yoav Talmi, Andrey Boreyko et Franz-Paul Decker. Toujours en 1998, elle fonde avec sa sœur Annie le duo Similia avec lequel elle donne des concerts dans plus de 13 pays.
En 2001, Nadia et Annie (duo Similia) signent une entente de 4 disques avec l'étiquette de disque Analekta. Pendant trois ans, les jumelles Annie et Nadia prêtent leur image à Loto-Québec pour des publicités TV et papier de "Double-jeu". 
Nadia a été soliste avec orchestre à plusieurs reprises interprétant le Concerto no 2 et le Concerto pour flûte et harpe de Mozart, le Concerto no 7 de Devienne, le Concerto Tradicionuevo pour flûte, guitare et orchestre de Patrick Roux (commande d’œuvre canadienne), la Fantaisie brillante sur Carmen de Borne, ainsi que son adaptation de Zigeunerweisen de Sarasate avec l’Orchestre de chambre de Vienne, l’Orchestre Symphonique de Québec, Arion Orchestre Baroque, l'Orchestre classique de Montréal, le Kamloops Symphony (B.-C.) et l’Orchestre symphonique de l’Estuaire. Nadia a également enregistré plusieurs concerts qui ont été diffusés sur les ondes de Radio-Canada et CBC Radio One. 
Boursière du CALQ et du FCAR, elle a reçu la Médaille du Gouverneur général du Canada pour l’excellence de ses études collégiales. Mme Labrie a été juge pour le Concours de musique du Canada et s’est vu décerner la distinction de la Relève citoyenne accordée par la Lieutenante-gouverneure du Québec et le président de Célébrations Canada, Marc Garneau. 
En 2018, elle sort son premier album solo sous étiquette Analekta Flûte passion: Schubert. En 2020, elle lance Flûte passion: Bach, puis en 2021, Flûte passion : Mozart. Trois albums qui s’inscrivent dans la série « Flûte passion » et qui réunissent différents collaborateurs artistiques afin de faire découvrir le répertoire pour flûte traversière. En avril 2024, Nadia sort un nouvel album sous étiquette ATMA Classique Flûte passion : Claude Bolling - Suite for Flute and Jazz Piano Trio. C'est le premier de 3 opus regroupant l'intégrale des oeuvres pour flûte et trio piano jazz de Claude Bolling. Le deuxième opus est prévu pour avril 2025 et le troisième pour juin 2025. Ce projet rend hommage à ce grand compositeur qui propose un envoûtant mariage entre la musique classique et le jazz. 
Le plus grand bonheur pour cette passionnée est de partager son amour de la musique auprès des mélomanes de toutes les cultures. 

## Similia
Depuis 1998, Nadia Labrie est membre du duo Similia avec sa sœur jumelle Annie Labrie qui a été cité « le meilleur duo flûte et guitare » par le magazine Classical Guitar du Royaume-Uni. Le duo Similia a enregistré quatre albums sous étiquette Analekta : Cantabile, Nota del Sol, Fantasia, Dolce Vita. Nota del Sol a remporté le Félix de l’Album de l’année - instrumental en 2004, tandis que Fantasia a été en nomination pour l’Album de l’année - classique à l’ADISQ en 2006. Depuis 1998, le duo Similia s’est fait connaître internationalement en donnant près de 500 concerts dans 13 pays, dont le Japon, la Chine, le Vietnam, Taiwan, Singapour, Hong Kong, l’Inde, la Bosnie-Herzégovine, la France, le Mexique, le Guatemala, les États-Unis et le Canada.
Invitée à participer à de nombreuses émissions de radio et de télévision, Similia s’est fait connaître également grâce à la diffusion de ses concerts sur les ondes des différentes chaînes de la Société Radio-Canada, CBC Radio One et Two, Bravo!, Biography et CCTV (Asie). 
Similia a donné, entre autres, des concert pour ces événements :
- World EXPO Aichi, Japan (8 concerts)
- Fundraising concert for HOPE, Japan
- International Winter Festival Sarajevo, Bosnie-Herzégovine
- International Film Festival of Taipei, Taiwan
- Festival Vancouver, Canada
- Ottawa Chamber Music Festival, Canada
- 2007 West Lake International Music Festival of Hangzhou, Chine
- The 3nd Taihu International Folk Music Festival of Wuxi, Chine
- International Guitar Festival of Morelia, Mexique

## Instruments
- Flûte en or 14 carats / 14K gold flute: WM. S. Haynes Co.
- Flûte en grenadille et or 14K Verne Q Powell
- Flûte Alto WM. S. Haynes Co
- Flûte Basse Trevor James
- Piccolo Zentner en ébène

### Flûtes d’époque

#### Flûte baroques
- Th. Stanesby Junior A=415 Hz (Martin Wenner)
- C. Palanca A=415 Hz (Martin Wenner)

#### Flûte classique
- A. Grenser A= 430 Hz et A=442 Hz (Martin Wenner)

## Prix et distinctions
- 1995 : 2e place aux finales nationales du Concours de Musique du Canada
- 1995 : Gagnante du Concours de soliste de l'Orchestre symphonique de l'Estuaire
- 1998 : Sélection mondiale flûte pour l'Orchestre Mondial des Jeunesses Musicales
- 1998 : Médaille Gouverneur Général du Canada
- 1998 : Premier prix avec grande distinction du Conservatoire de musique du Québec
- 1999 : Sélection mondiale flûte (deuxième année) pour l'Orchestre Mondial des Jeunesses Musicales
- 2004 : Félix album Instrumental - Gala de l'ADISQ : Similia Nota del Sol
- 2005 : Distinction Relève Citoyenne - Lieutenant Gouverneur Général Québec
- 2006 : Nomination album classique de l'année - Gala de l'ADISQ : Similia Fantasia pour flûte et guitare
- 2021 : Nomination album classique de l'année - Gala de l'ADISQ : Nadia Labrie Flûte passion : Mozart